# 森田武
森田 武（もりた たけし、1913年 - 1994年）は、日本の国語学者、広島大学名誉教授。

## 人物
1934年広島高等師範学校卒、広島文理科大学卒。1961年「長崎版日葡辞書の研究」で広島大文学博士。広島文理科大学助教授、広島大学総合文化学部教授、1977年定年退官、名誉教授、安田女子大学教授。

## 著書

### 単著
- 『天草版平家物語難語句解の研究』清文堂出版　1976
- 『室町時代語論攷』三省堂　1985
- 『日葡辞書提要』清文堂出版　1993

### 校注など
- 『日本古典文学大系 第90　仮名草子集』前田金五郎共校注 岩波書店 1965
- 『邦訳日葡辞書索引』編　岩波書店　1989

## 参考
- 仮名草子集月報